# Samuel Rabin
Samuel Rabin (Gran Mánchester, Reino Unido, 20 de junio de 1903-20 de diciembre de 1991) fue un deportista británico especialista en lucha libre olímpica donde llegó a ser medallista de bronce olímpico en Ámsterdam 1928. También destacó como escultor.

## Carrera deportiva
En los Juegos Olímpicos de 1928 celebrados en Ámsterdam ganó la medalla de bronce en lucha libre olímpica estilo peso medio, tras el suizo Ernst Kyburz (oro) y el canadiense Donald Stockton (plata).

## Carrera artística

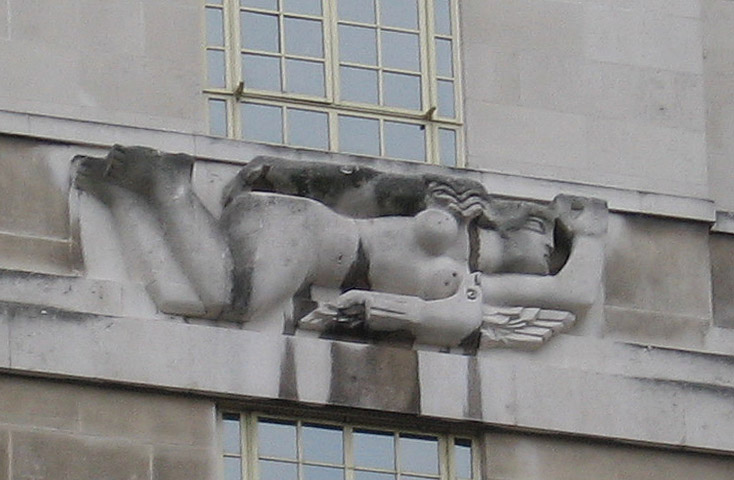
Una de sus esculturas que se encuentra en Londres

Rabin trabajó junto al arquitecto Charles Holden; además era un talentoso barítono que trabajó en la organización Stars in Battledress destinada a distraer a las Fuerzas Armadas británicas durante la Segunda Guerra Mundial.